# Catacora (gemeente)
Catacora is een gemeente (municipio) in de Boliviaanse provincie José Manuel Pando in het departement La Paz. De gemeente telt naar schatting 3.613 inwoners (2018). De hoofdplaats is Catacora.